# Chiloglanis occidentalis
Chiloglanis occidentalis е вид лъчеперка от семейство Mochokidae.

## Разпространение
Видът е разпространен в Гана, Гвинея, Кот д'Ивоар, Либерия, Мали, Сенегал и Сиера Леоне.